# Nagarjuna
Nāgārjuna (c. 150 - c. 250 CE), (tibetan: mGon-po kLu-grub) este considerat pe larg unul dintre cei mai importanți filosofi buddhiști.Alături de discipolul său, Aryadeva, este considerat fondatorul școlii Madhyamaka din Buddhismul Mahāyāna. Nāgārjuna este, de asemenea, creditat că a dezvoltat filozofia Prajnaparamita sūtras și, în unele surse, cu faptul că a dezvăluit aceste scripturi în lume, după ce le-a recuperat de la nāgas (spiritele de apă reprezentate adesea sub formă de oameni ca șarpele). În plus, în mod tradițional, se presupune că a scris mai multe tratate despre rasayana, precum și că a servit un termen în funcția de șef al Nālandā.

## Legături externe
- Westerhoff, Jan Christoph. „Nāgārjuna”. Stanford Encyclopedia of Phylosophy.
- Rhys Davids, T. W. (1911). „Nāgārjuna”.  În Chisholm, Hugh. Encyclopædia Britannica. 19 (ed. 11). Cambridge University Press. p. 151.
- „Nagarjuna”. Internet Encyclopedia of Philosophy⁠(d).
- Nāgārjuna - Sanskrit Buddhist texts: Acintyastava, Bodhicittavivaraṇa, Ratnāvalī, Mūlamadhyamakakārikās &c.
- Overview of traditional biographical accounts
- Online version of the Ratnāvalī (Precious Garland) in English Translated by Prof. Vidyakaraprabha and Bel-dzek
- Online version of the Suhṛllekha (Letter to a Friend) in English Translated by Alexander Berzin
- Opere de sau despre Nagarjuna la Internet Archive
- Lucrări de Nagarjuna la LibriVox (cărți audio aflate în domeniul public)
- Nārāgjuna vis-à-vis the Āgama-s and Nikāya-s Byoma Kusuma Nepalese Dharmasangha
- ZenEssays: Nagarjuna and the Madhyamika
- Mula madhyamaka karika online Tibetan and English version translated by Stephen Batchelor